# Heinrich Wanderwitz
Heinrich Wanderwitz (* 29. Dezember 1949 in Passau) ist ein deutscher Historiker und Archivar (Archivdirektor i. R.).
Wanderwitz stammt ursprünglich aus Niederbayern und studierte nach dem Abitur in Landshut Geschichte, Germanistik und Sozialkunde an der oberpfälzischen Universität Regensburg; er legte 1975 das Staatsexamen für das höhere Lehramt ab und erwarb 1976 einen Magister artium in Geschichte. Er war „Schüler, Magistrand und Doktorand“ bei Andreas Kraus. 1980 wurde er in Regensburg mit der Dissertation Studien zum mittelalterlichen Salzwesen in Bayern zum Dr. phil. promoviert. Von 1978 bis 1981 absolvierte er parallel die Bayerische Archivschule in München.
Im Anschluss war er von 1981 bis 1984 Stadtarchivar von Amberg. 1984 wurde er Leiter des Stadtarchivs Regensburg und 1989 des Amtes für Archiv- und Denkmalpflege. 1985 wurde unter seiner Direktion eine Bestandsdatenbank („Fontes Civitatis Ratisponensis“) zur Dokumentation und Edition mittelalterlicher und frühzeitlicher Quellen eingerichtet. In den 1990er Jahren initiierte er mit Kollegen das multimediale Projekt „document Neupfarrplatz“. Die Erklärung der Regensburger Altstadt mit Stadtamhof zum UNESCO-Welterbe 2006 geht maßgeblich auch auf die Bewerbung seines Amtes zurück. 2015 trat er in den Ruhestand.
Außerdem übernahm er einen Lehrauftrag am Institut für Kunstgeschichte der Universität Regensburg. Von 2006 bis 2009 war er überdies Ausschussmitglied und Vereinsarchivar des Historischen Vereins für Oberpfalz und Regensburg.

## Schriften (Auswahl)
- Studien zum mittelalterlichen Salzwesen in Bayern (= Schriftenreihe zur bayerischen Landesgeschichte. Band 73). Beck, München 1984, ISBN 3-406-10473-8.
- mit Karl-Otto Ambronn und Achim Fuchs (Bearb.): Amberg 1034–1984, aus tausend Jahren Stadtgeschichte. Ausstellung des Staatsarchivs Amberg und der Stadt Amberg in den Rathaussälen zu Amberg aus Anlass der 950-Jahrfeier der Stadt Amberg, 7.–29. Juli 1984 (= Ausstellungskataloge der staatlichen Archive Bayerns. Nr. 18). Staatsarchiv Amberg, Amberg 1984, ISBN 3-924707-00-6.
- mit Martin Angerer: Zu Gast im alten Regensburg. Erinnerungen an Gaststätten und Hotels, an Brauereien, Biergärten, Sommerkeller und an dörfliche Ausflugslokale. Hugendubel, München 1992, ISBN 3-88034-593-7.
- mit Martin Angerer (Hrsg.): Regensburg im Mittelalter. Band 1: Beiträge zur Stadtgeschichte vom frühen Mittelalter bis zum Beginn der Neuzeit. Universitätsverlag Regensburg, Regensburg 1995, ISBN 3-930480-05-0.
- mit Peter Schmid (Hrsg.): Die Geburt Österreichs. 850 Jahre Privilegium minus (= Regensburger Kulturleben. Band 4). Schnell & Steiner, Regensburg 2006, ISBN 3-7954-1911-5.